# 対潜ミサイル
対潜ミサイル（たいせんミサイル）は、水中の潜水艦を攻撃する兵器である対潜水艦兵器（または対潜兵器、英語: Anti-Submarine Weapon、ASW）の1つである。

## 概要
水上艦もしくは潜水艦から発射される対潜兵器としては、魚雷や爆雷がある。しかし、航走距離の限界から、これは艦の近辺でのみ用いられる。ソナーの発達や航空機を用いた潜水艦探知技術の発展により、比較的遠距離から潜水艦を探知できるようになると、遠投兵器として対潜ミサイルが用いられるようになった。
対潜ミサイルは、空中を飛翔し、潜航中の潜水艦直上に弾頭部を投下する。弾頭部には爆雷や短魚雷が用いられる。魚雷発射管などからの魚雷発射に比べると、目標への到達時間と駛走（）距離が短縮されるため、弾頭である短魚雷の燃料が節約できる上、魚雷単体に比べて飛躍的に長い射程が得られる。また、目標とされた潜水艦からは空中を飛翔するミサイルの探知・迎撃・回避が困難であり、攻撃を察知して逃走、もしくは反撃することが難しい。このため、目標の移動が最小の内に、対抗手段を施す余裕を与えずに攻撃する事が可能である。
なお、名称に「ミサイル」が含まれるが、空中を飛翔する推進部は実際には無誘導の固体ロケットエンジンである場合も多い。通例として、対潜ロケット爆雷を「対潜ロケット」と呼称する事が多いため、混同を防ぐなどの理由から「ミサイル」の呼称が用いられる事も多い。資料などでもミサイルとロケットの区別は明確ではなく、混用が見られる。

## 構成
対潜ミサイルは弾頭である短魚雷とそれを運ぶ推進部から構成される。弾頭の短魚雷はソナーホーミング式の誘導装置を備えたものが用いられる。

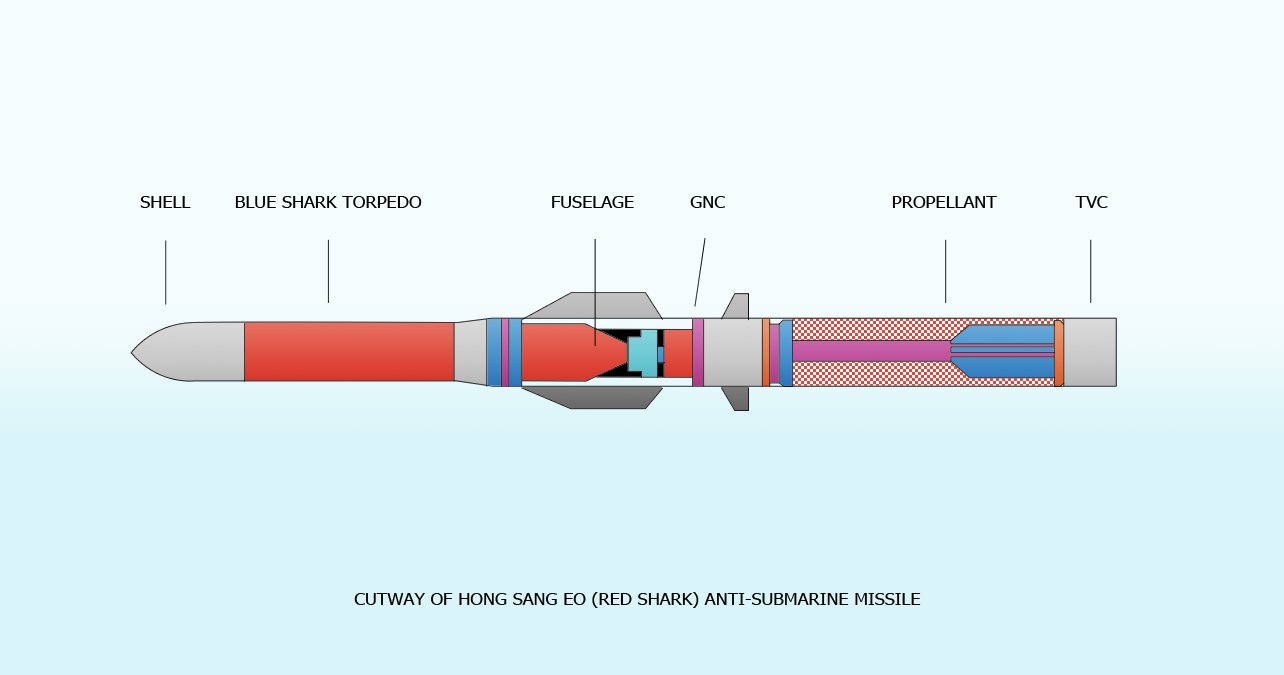
K-ASROCの内部図
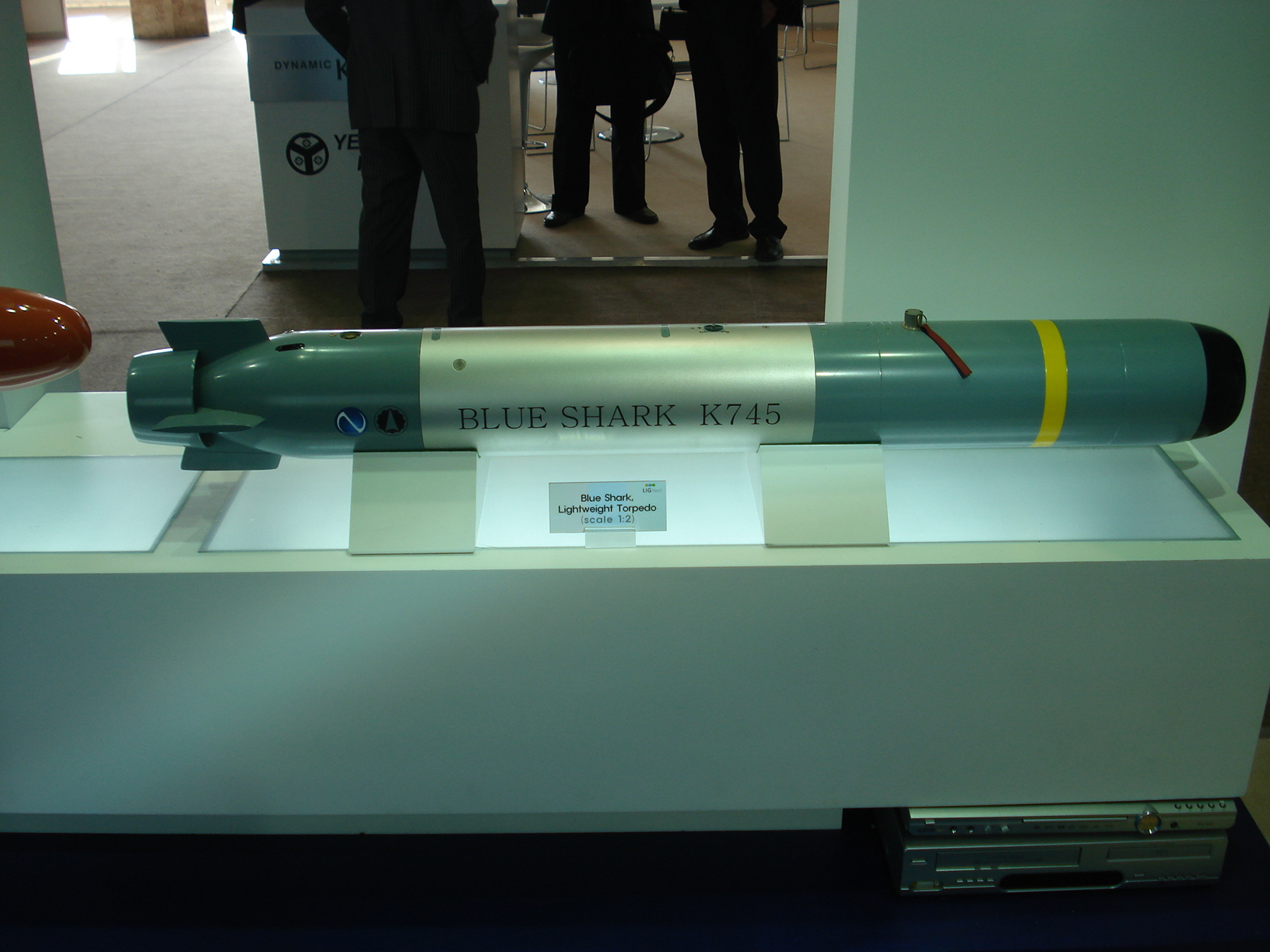
K-ASROCの弾頭となるK745 LW短魚雷

## 運用

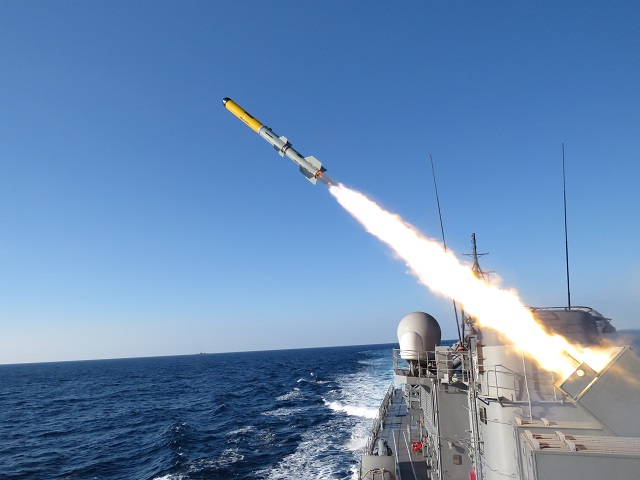
護衛艦「とね」から発射されるASROC

本兵器は発射プラットフォームの違いによって、水上艦発射対潜水艦ミサイル（英語: Surface or Ship to Underwater Missile; SUM）と、潜水艦発射対潜水艦ミサイル（英語: Underwater to Underwater Missile; UUM）に分けられる。
その運用は比較的探知距離が長く発射機を搭載しやすい水上艦によって行われることが多い。潜水艦での運用は、排水量が限られ搭載ソナーの探知距離の制約があり、水圧に耐える船体からミサイル発射するには高い技術が求められ、原子力潜水艦を含めて水中にあって独自行動を常とするため友軍との情報交換が不得手なこと、中でも比較的小型の通常動力型潜水艦では搭載の余裕が限られ、発射後は隠密性が失われるなどの問題もあり、広く採用はされていない。
対潜水艦戦（対潜戦）の主力は攻撃型潜水艦に加えて対潜哨戒機や対潜ヘリコプターのような航空戦力が担うようになり、冷戦終結以後は潜水艦の新たな技術的飛躍もないこともあって、対潜ミサイルの開発事例はあまり多くない。
本兵器は探知された水中の目標潜水艦に向けたおおよその方向に発射され、目標上空で弾頭部を切り離す。弾頭はバリュートやパラシュートで減速されて着水し、そのまま水中に沈降する。弾頭が誘導魚雷の場合は、着水後に短魚雷が活性化され、自らアクティブ・ソナーによるシーカーで水中目標を探知し航走して、命中すれば目標を破壊する。

## 一覧
主な対潜ミサイルを以下に示す。

### アメリカ合衆国
ASROC（アスロック）
RUR-5 ASROCは、アメリカ合衆国が1961年に開発したSUMである。ASROCとは"Anti-Submarine Rocket"の意味である。"Match Box"や"Pepper Box"と呼ばれる四角い箱型のMk.112 八連装ランチャーに格納されていて、発射時には旋回・俯仰してそのまま発射される。大型艦では自動装填装置による再装填も可能となっている。Mk.112は4列2段、上下2本組が横に4つ並び、4組は独立して俯仰が可能である。また、Mk.10やMk.26などの艦対空ミサイル発射機からも発射が可能である。
ミサイル本体は安定翼を持つ円筒形をしており、旋回・俯仰が可能なランチャーによって目標の大まかな方向へ発射され、固体燃料ロケットによって最大10kmまで音速で飛行し、設定された飛行時間が過ぎると弾頭を切り離す。着水後、弾頭が核爆雷であれば指定深度で爆発し、対潜誘導魚雷であればシーカーで目標の追跡を始める。核爆雷には核出力1ktのW44核弾頭が使用されていた。ASROC用の核弾頭は1990年代に全て退役している。
対潜魚雷としてはMk.44/Mk.46が使用された。Mk.44は直径324mmの電池魚雷で、34kgの炸薬を弾頭とする雷速30ノットで航走距離5.5kmのアクティブ音響誘導魚雷である。Mk.46は直径324mmの斜盤機関魚雷で、44kgの炸薬を弾頭とする雷速40ノットで航走距離11kmのパッシブ・アクティブ併用の音響誘導魚雷である。
ASROCはアメリカ海軍から友好国へ供与され、14ヶ国で使用されている。特に海上自衛隊では1966年就役の「やまぐも」以来護衛艦の対潜兵器として重用し、2,000トン以下の小型艦にもアスロック・ランチャーを装備しているほか、ランチャーとミサイルをライセンス生産している。弾頭は米国製Mk44/Mk46対潜魚雷のほか自国製の73式魚雷（G-9B）を搭載している。

VL-ASROC
RUM-139 VL-ASROCは、RUR-5 ASROCの後継として米国が1993年から配備を始めたSUMである。アナログ時代の兵器であるASROCを最新のイージスシステムに組み込むために射撃管制をデジタル化してMk.116火器管制装置と統合し、Mk.41 VLSでの運用を可能とした物である。"VL-ASROC"は"Vertical Launch Anti Submarine ROCket"、垂直発射対潜水艦ロケットの略である。
垂直発射機では旋回俯仰式発射機の様に目標方向へ向けて発射できないので、発射されたASROCは自分で方向を変えなければならない。このための慣性誘導装置と可動ノズルによる推力ベクトル制御機構が組み込まれた結果、分類がRUR（ロケット）からRUM（ミサイル）へ変更されている。弾頭は、Mk.46/Mk.54対潜魚雷が使用される。

SUBROC（サブロック）
1965年から部隊配備が開始された核弾頭UUMである。1990年代まで運用された。

シーランス
1980年代に開発されていたUUMである。1990年開発中止、実用化されず。

### 旧ソ連/ロシア製

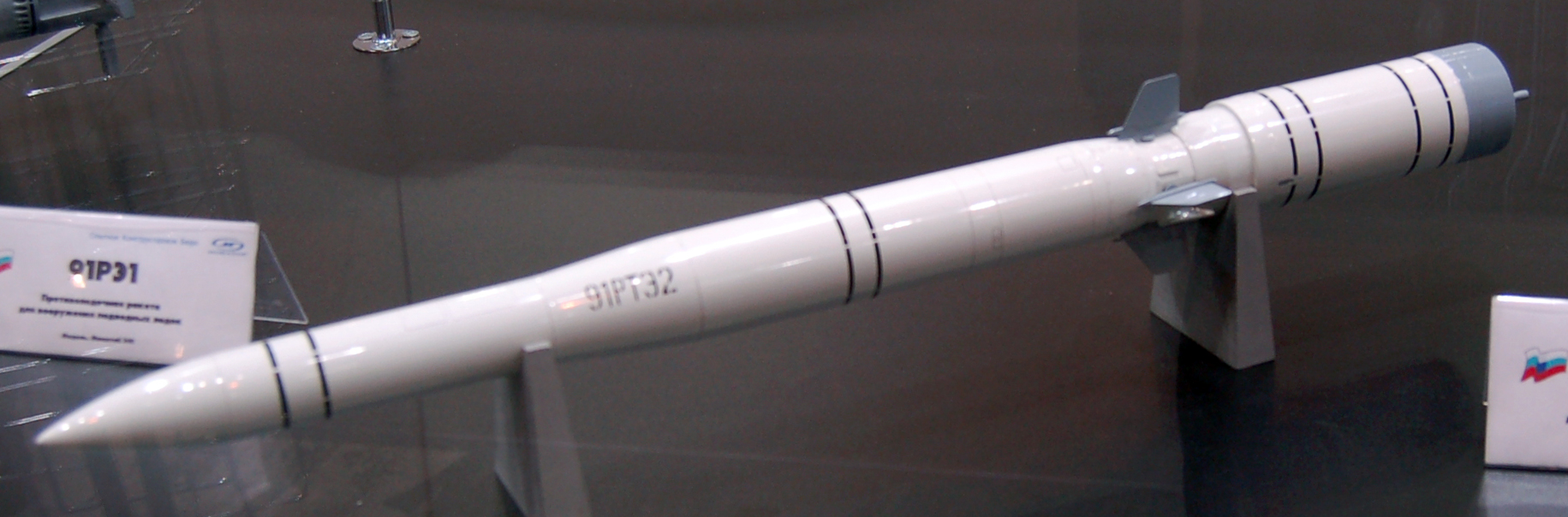
MSAK2009で展示された91RTEの模型

RPK-1
RPK-1 ヴィフリ（Vikhr）（NATOコードネーム：SUW-N-1 Ugra、FRAS-1）は、ソ連が1968年に開発したSUMである。
陸軍の無誘導大型ロケット弾R-65/70 Luna-M（FROG-7）を改造し、弾頭に核爆雷（核出力5kt）か450mm対潜魚雷を搭載したもので、発射される82R型ミサイルの射程は24kmだった。モスクワ級ヘリコプター巡洋艦やキエフ級航空母艦などに搭載された連装発射機で運用された。
RPK-3/4/5

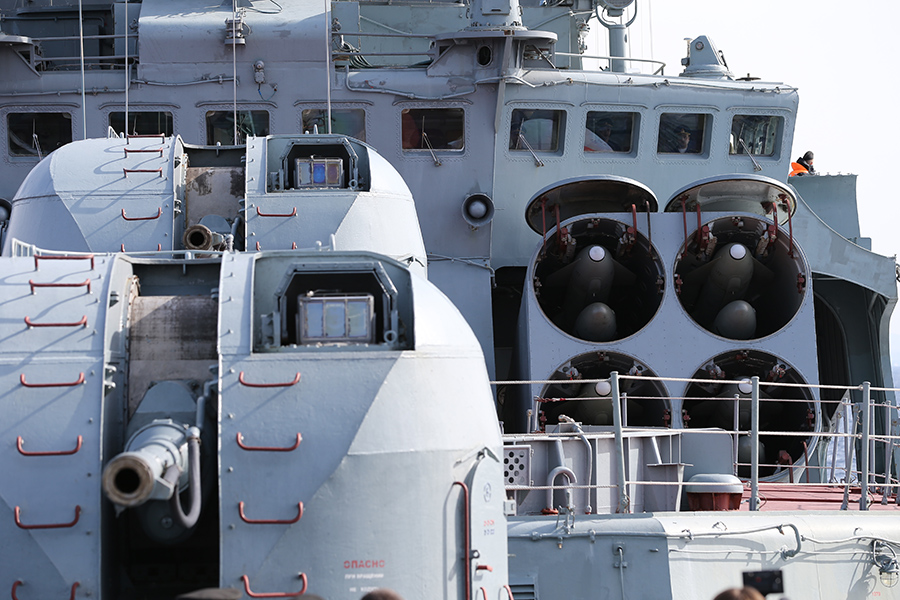
ウダロイ級のSS-N-14

RPK-3（NATOコードネーム：SS-N-14 Silex）は、ソ連が1968年に開発したSUM/UUMである。西側でSS-N-14と識別・命名された対潜ミサイル・システムには、RPK-3 メテル（Metal）、RPK-4 Musson、RPK-5 Rastrubの3種類があり、さらにそれぞれで60RU、70RU、80RU、85RUの4種類のミサイルが使用される。ミサイルは有翼の飛行機型で胴体に爆雷/魚雷を吊り下げて4連装チューブランチャーから発射され、固体燃料ロケットで亜音速飛行する。
射程は最大45km、誘導は指令更新付きオートパイロットである。60RUは弾頭として核出力5ktの核爆雷を、70RUは対潜魚雷を、80RUは対潜魚雷と共に対艦用赤外線ホーミングシーカーと、150kgの半徹甲弾頭を搭載する。85RUは80RUの輸出型を指す。
対潜魚雷はパッシブ・アクティブ併用の音響誘導電気魚雷であるAT-2UM（E53-72）、VTT-1（E45-75）、UMGT-1M（E40-79）が使用される。AT-2UMは直径533mmの電池魚雷で、80kgの炸薬を弾頭とする雷速40ノットで航走距離10kmのパッシブ・アクティブ併用の音響誘導魚雷である。VTT-1は直径450mmの電池魚雷で、90kgの炸薬を弾頭とする雷速38ノットで航走距離8kmのパッシブ・アクティブ併用の音響誘導魚雷である。UMGT-1Mは直径406mmの電池魚雷で、60kgの炸薬を弾頭とする雷速40ノットで航走距離15kmのパッシブ・アクティブ併用の音響誘導魚雷である。

RPK-2
RPK-2 ヴィユガ（Vyuga）（NATOコードネーム：SS-N-15 Startfish）は、ソ連が1969年に開発したSUM/UUMである。ミサイルは単純な円筒形で533mm魚雷発射管から発射され、固体燃料ロケットで亜音速飛行する。射程は最大45kmである。弾頭は核爆雷で核出力は20ktや200ktともいわれる。米国ではRPK-2はSUBROCのコピーであるとされている。
ソ連海軍の原子力潜水艦には核弾頭タイプのみが配備されたが、40型魚雷を装備する輸出向け通常弾頭タイプがある。
RPK-6/7
RPK-8
RPK-8 Zapadは、RBU-6000として知られる対潜ロケット爆雷（ソ連流ではジェット爆雷）の12連装発射装置において90Rミサイルを使用するSUMシステムの名称である。
90Rは誘導装置を持つ固体ロケット推進のミサイルで、弾頭は19kgの高性能炸薬、射程は4.3km、水中の誘導はパッシブによる音響誘導とされる。
RPK-9
RPK-9 Medvedka（NATOコードネーム：SS-N-29）は、ロシアが1990年代に開発した小型艦艇用SUMで、浅海での使用が可能である。
四連装チューブ・コンテナから発射されるが、VLS化も可能とされる。ミサイルは安定翼を持つ無誘導のロケットと400mm小型誘導魚雷から成り、射程は20kmとされる。
クラブ
クラブ（ロシア語：Клуб）またはカリブル（Калибр）は、MAKS-93で発表されたロシアの巡航ミサイルであり、短魚雷を弾頭としている対潜ミサイル型もファミリー化されている。
533mm魚雷発射管から発射されるUUM（Club-S）の91RE1と、VLSから発射されるSUM（Club-N）の91RTE2が開発された。前者が射程50km、後者が40kmとされる。ラーダ型潜水艦やステレグシュチイ級フリゲート（20385型以降）などに運用能力を付与されている。

### 米露以外の開発
ミラス（Milas）
フランスのマトラ社とイタリアのオットー・ブレダ（現オート・メラーラ）社が1987年に共同開発したSUMで、ロケットとしてオトマートMk.2 対艦ミサイルが使用されており、データリンク更新付き慣性誘導で固体燃料ロケットとターボジェットエンジンによって飛行し、射程は55kmである。
弾頭は仏伊共同開発のMU90インパクト対潜魚雷である。MU90は直径324mmの電池魚雷で、32.7kgの炸薬を搭載しており、雷速50ノットで航走距離10kmのパッシブ・アクティブ併用の音響誘導魚雷である。また、弾頭は英国のスティングレイや米国のMk.46に換装する事も可能である。
ただし、コストの問題からフランス海軍では採用されず、イタリア海軍でのみ就役している。
07式垂直発射魚雷投射ロケット

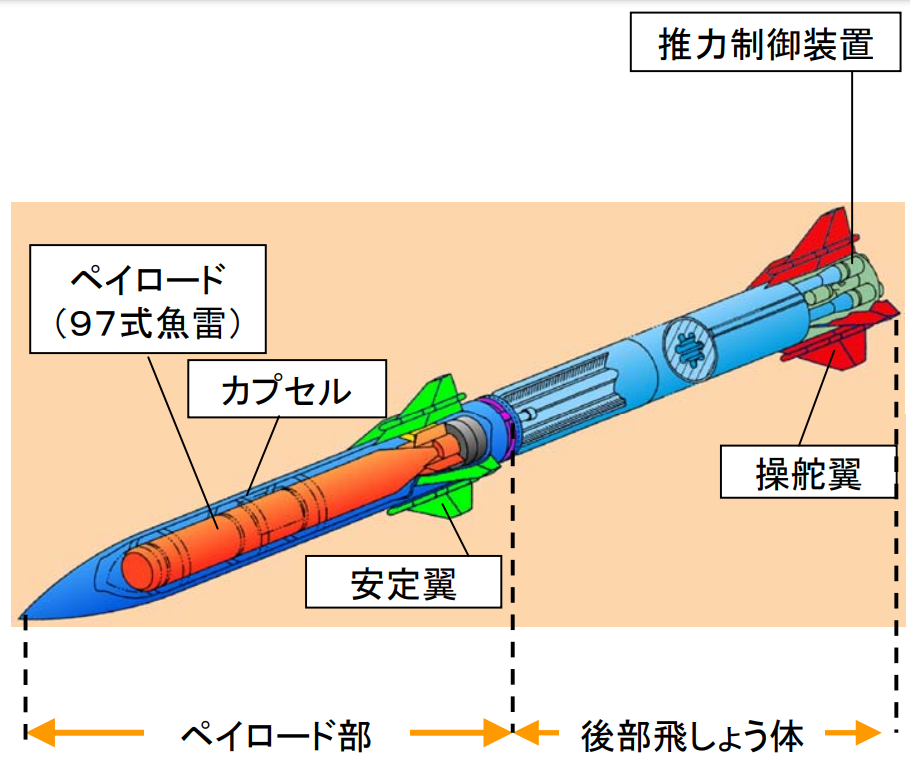
07式

日本がRUM-139垂直発射アスロック（VLA）をもとに開発したSUM。同国産の97式魚雷や12式魚雷を弾頭に用いる。
2007年度に開発終了し、あきづき型護衛艦の2番艦「てるづき」より搭載が開始された。
K-ASROC
大韓民国が開発したSUMであり、韓国ではホンサンオ（紅鮫）と呼ばれる。
CY-1/2/3
CY-1は、1980年代に中華人民共和国が開発を開始したSUMである。射程は約20Kmとされる。
試験発射まで行われたが、実戦配備には至らなかった。また、CY-1をベースに空中発射型として開発されたCY-2も、SH-5（水轟5型）飛行艇での試射のみで終わっている。その後、さらに改良されて垂直発射が可能となったCY-3において実用化が始まり、江凱II型（054A型）フリゲートへ搭載された。

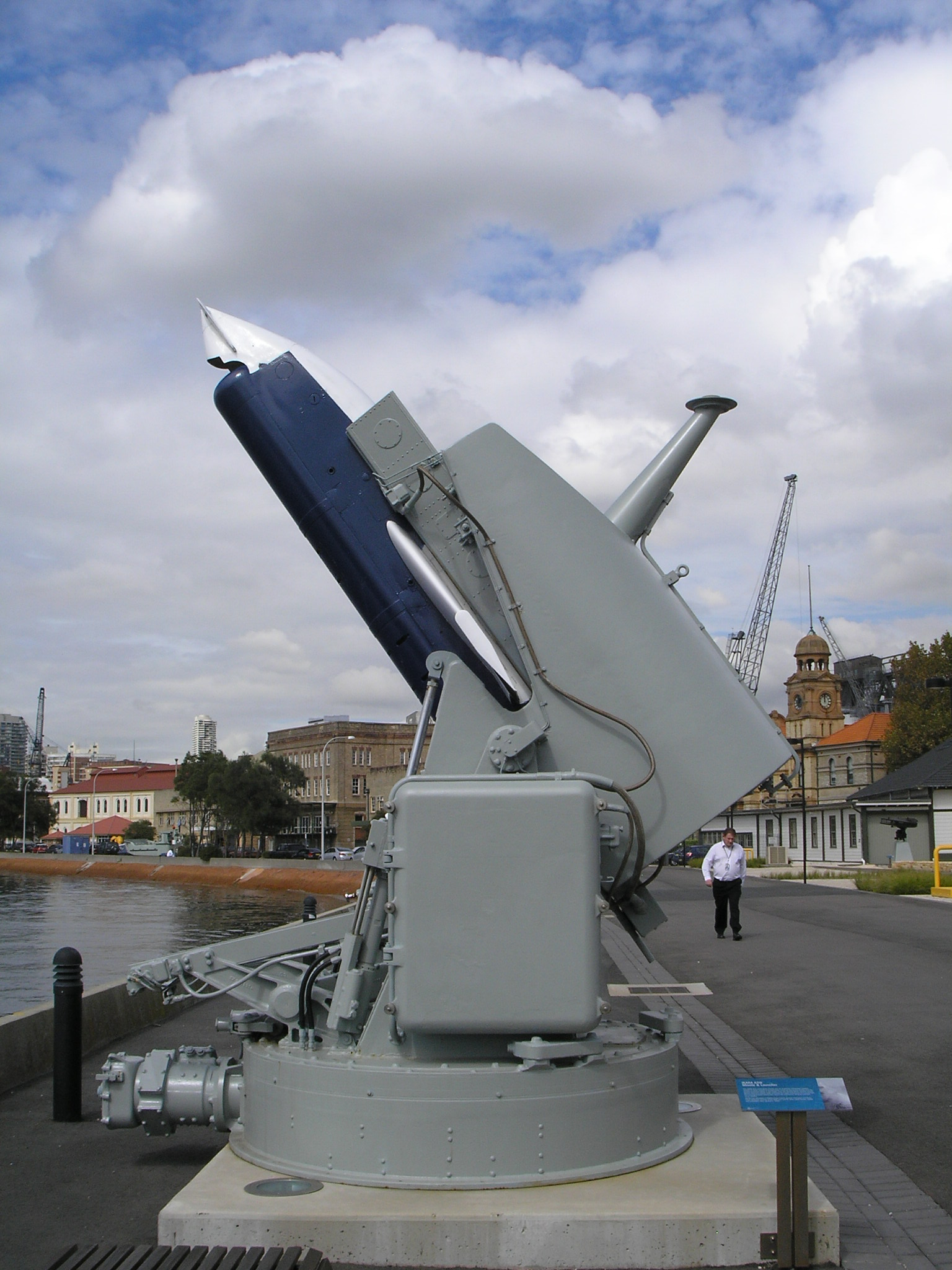
アイカラ
アイカラ（Ikara）は、オーストラリアが1965年に開発したSUMである。「アイカラ」はアボリジニの言葉で「棒を投げる」の意味である。ミサイルは有翼の飛行機型で胴体の下に魚雷を抱えていた。旋回俯仰式発射機から固体燃料ロケットによって発射され加速・上昇した後、滑空して目標へ指令誘導された。
射程は最大で24km、弾頭は米国製のMk.42またはMk.46魚雷を使用された。アイカラはすでに退役している。
マラフォン（Malafon）
フランスが1964年に開発したSUMである。ミサイルは有翼の飛行機型で胴体の下に魚雷を抱えて固体燃料ロケットで最大13kmまで飛行し、飛行中に指令誘導された。
弾頭は自国製のL4対潜魚雷であって、L4は直径533mmの電池魚雷で、150kgの炸薬を搭載しており、雷速30ノットで航走距離5kmのアクティブ音響誘導魚雷であった。マラフォンはすでに退役している。